# 鄭汝立
鄭 汝立（チョン・ヨリプ、てい じょりつ、1546年 - 1589年）は、李氏朝鮮中期の文人・官僚。字は仁伯、号は竹島。本貫は東萊鄭氏。

## 生涯
1546年に全羅北道全州府にて生まれる。両班家の子弟の出生である。小年時に李珥及び成渾の弟子となり、1567年に進士及第、1570年に文科及第、1583年に礼曹佐郎、翌年には修撰を歴任している。
政治的には当初西人に属したが、後に東人に参加。更に師事していた李珥を非難したことより西人から強く批判された。またこうした行動は宣祖の不興を招き、その後は官を辞して帰郷、故郷にて学問研究と武装組織である大同契を結成して倭寇に対抗したが、それを反乱計画であるという誣告を受け、鄭汝立は自殺した（「己丑獄事」）。この反乱事件が西人は反逆の策謀ありと鄭汝立を強く攻撃、東人及びその後身である南人では讒言であると主張して両者は強く対立することとなった。

## 登場作品

### テレビドラマ
- 『王道』（1991年、KBS大河ドラマ、演：ユ・ドングン）
- 『不滅の李舜臣』（2004年〜2005年、KBS大河ドラマ、演：アン・ネサン）
- 『伝説の故郷（朝鮮語版）』（2009年、KBS2、演：キム・ガプス）
- 『王の顔』（2014年〜2015年、KBS水木ドラマ、俳優：チェ・チョロ）
- 『懲毖録』（2015年、KBS大河ドラマ、演：不明）

### 映画
- 『雲から抜けた月のように』（2010年、俳優：イム・ジェユン）